# NGC 921
NGC 921 ist eine Spiralgalaxie vom Hubble-Typ Sc im Sternbild Walfisch südlich der Ekliptik. Sie ist schätzungsweise 306 Millionen Lichtjahre von der Milchstraße entfernt und hat einen Durchmesser von etwa 125.000 Lj.
Das Objekt wurde am 6. Januar 1886 von Ormond Stone entdeckt.